# Décaline
La décaline (décahydronaphtalène) aussi connue sous le nom de bicyclo[4.4.0]décane est un hydrocarbure bicyclique non-aromatique. C'est un liquide incolore avec une odeur aromatique utilisé comme solvant industriel pour de nombreuses résines ou pour des additifs de carburant. 
Comme son nom l'indique, c'est l'analogue saturé du naphtalène et peut être préparé par hydrogénation de ce dernier en état de fusion en présence d'un catalyseur. Le décahydronaphtalène forme facilement des hydroperoxydes explosifs lorsqu'il est stocké en présence d'air,.

## Isomères
Le décahydronaphtalène existe sous la forme d'isomère cis et trans. L'isomère trans est énergétiquement plus stable car il présente moins d'interactions stériques. La cis-décaline est une molécule qui pourrait être chirale sans centre de chiralité : elle possède deux axes de symétrie par rotation passant par le centre de la liaison 1-6 mais pas d'axe de symétrie. Cependant, cette chiralité s'annule par une retournement de type chaise qui transforme la molécule en son image dans un miroir.

1: Isomères trans (gauche) et cis (droite)
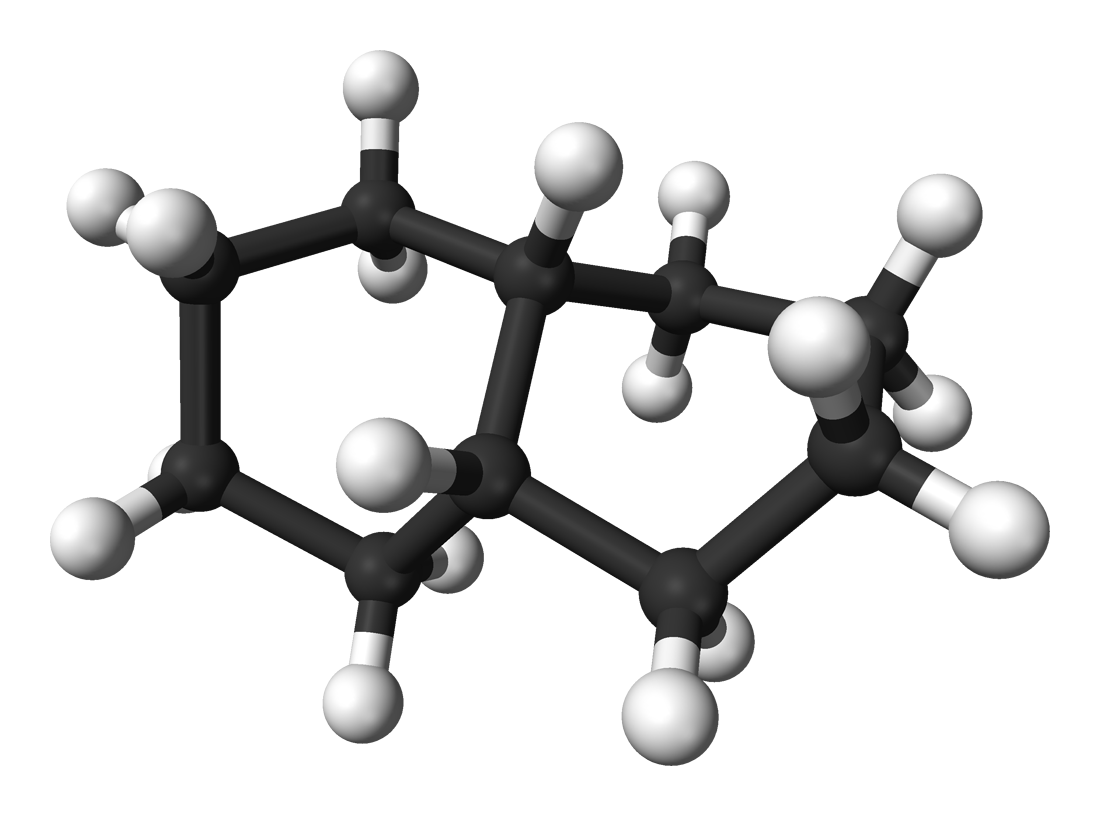
2: cis-décaline
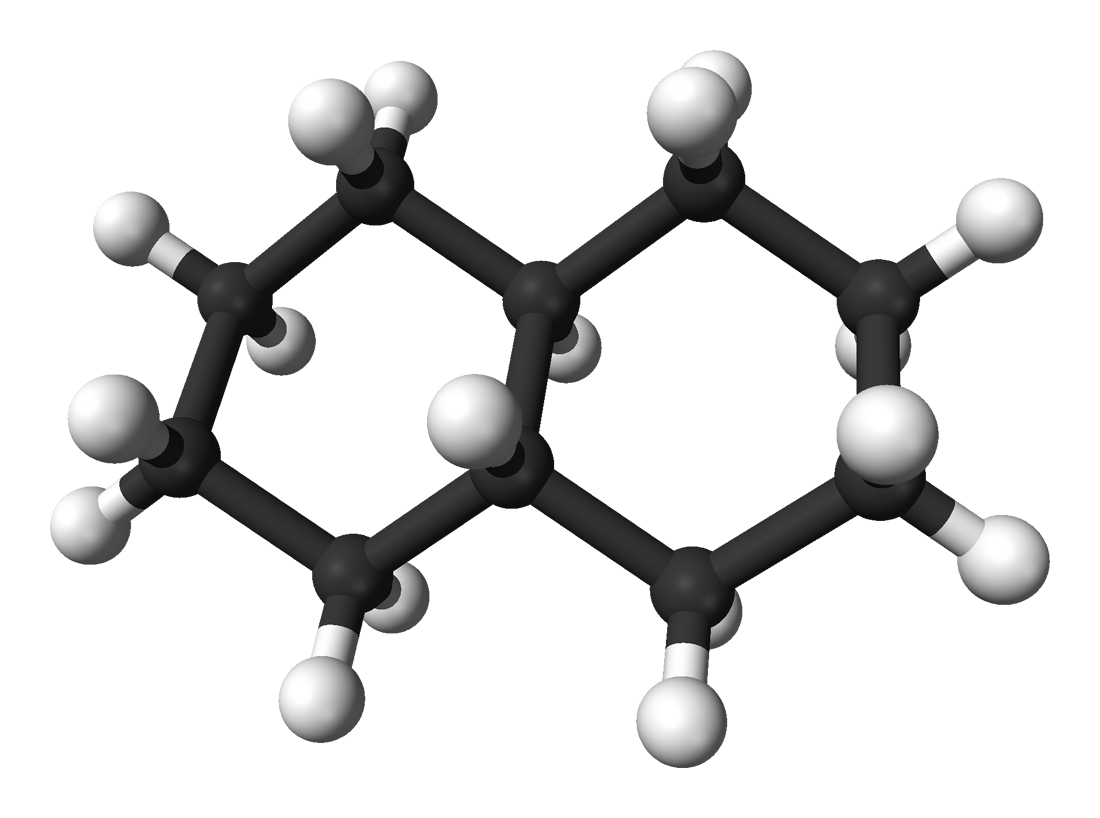
3: trans-décaline

### Trans-décaline

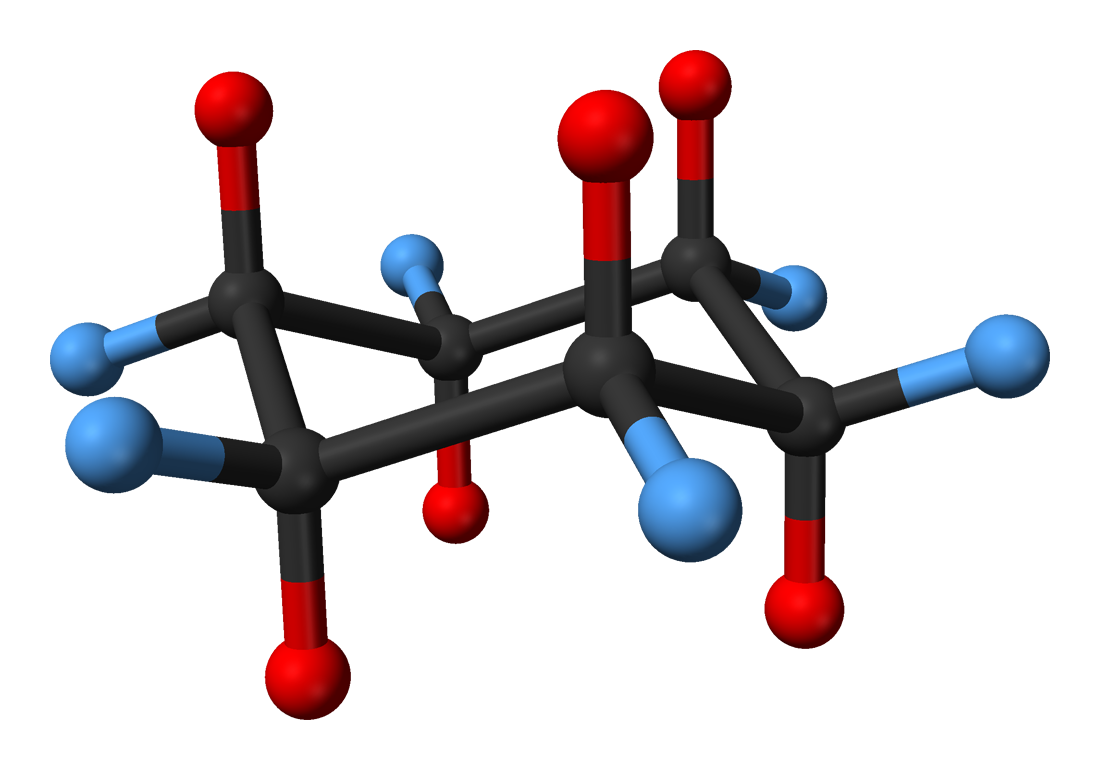
4: Demi-molécule de décaline = cyclohexane en conformation chaise. Les atomes en position axiale sont indiqués en rouge, ceux en position équatoriale en bleu.
5: Androstanédiol, un stérol possédant trois cycles à 6 trans fusionnés (ainsi qu'un cycle à 5 trans fusionné)

Comme on peut le voir sur le modèle du cyclohexane, la configuration trans impose le fait que lorsque deux anneaux sont fusionnés en position trans, le second doit débuter sur deux atomes en position équatoriale du premier cycle.
Cette configuration impose aussi une rigidité des anneaux dans une conformation fixe. En biologie cette fixation est très répandue dans le squelette des stéroïdes.